# Johan Eskil Hindersson
Johan Eskil Hindersson (1869-1941) est un architecte finlandais.

## Carrière
Au début des années 1890, il travaille comme maître d'œuvre.
Puis il est architecte à  Kuopio jusqu'en 1904.
Il est  ensuite architecte de la ville de Turku et on le considère comme l'un des principaux architectes finlandais du style jugend.

## Ouvrages

### Helsinki
- Uudenmaankatu 23, Helsinki, 1891

### Kuopio
- Puistokoulu,  Kuopio, 1895
- Kuopion Talouskoulu, Kuopio , 1898
- Kuopion Pursiseuran maja, 1899
- Casino de Peräniemi (fi), Kuopio, 1902
- Musée d'art de Kuopio, 1904

### Turku

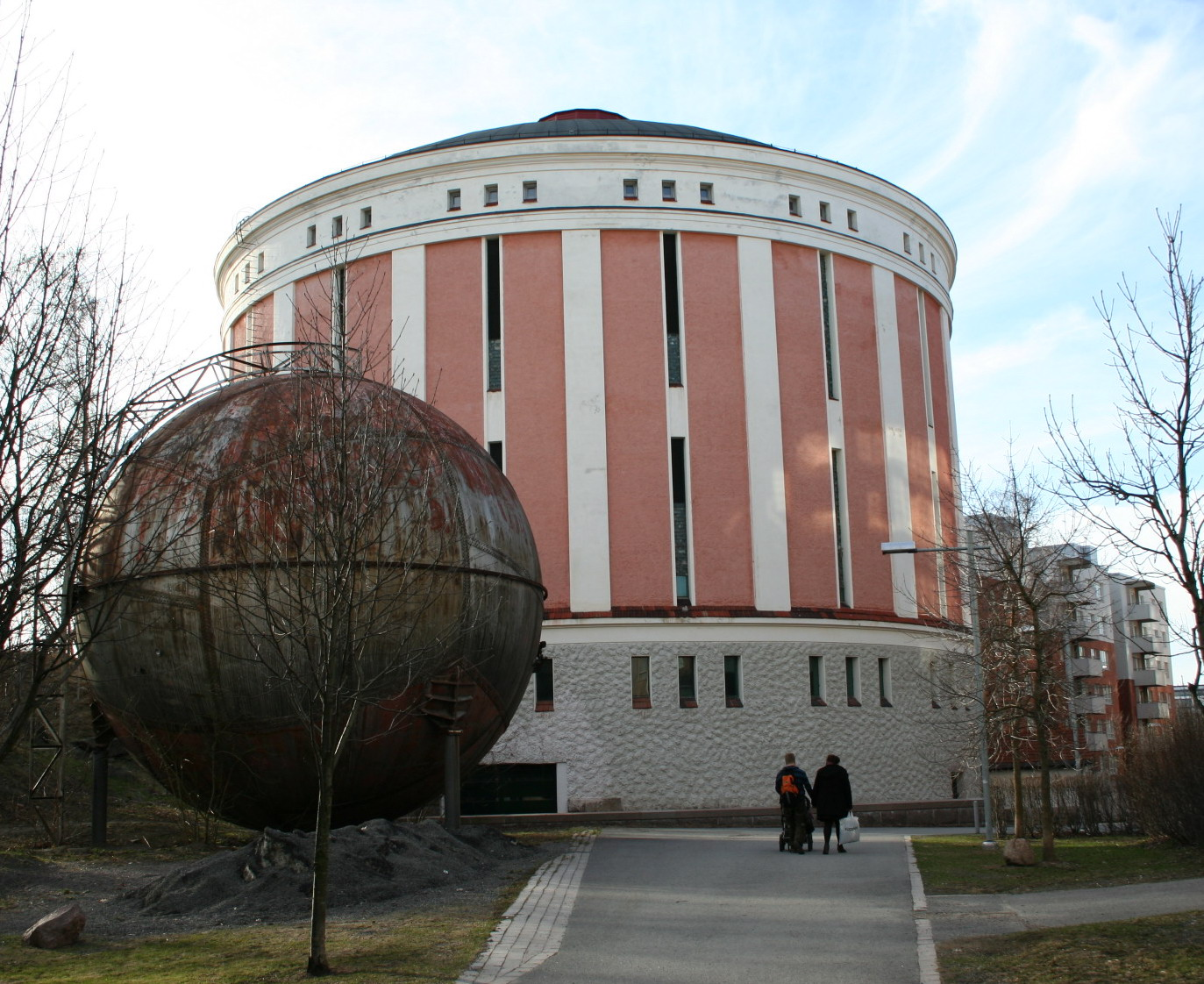
Le gazomètre de Turku.

- Escalier des frères noirs, Turku, 1907[2]
- École supérieure de commerce de Turku, 1908[3]
- École de Kerttuli (fi), 1912
- Synagogue de Turku, 1912
- Gazomètre de Turku, 1912
- Caserne de pompiers de Turku (fi), 1916
- Crèche de Petrelius, 1933[4]

## Galerie photographique

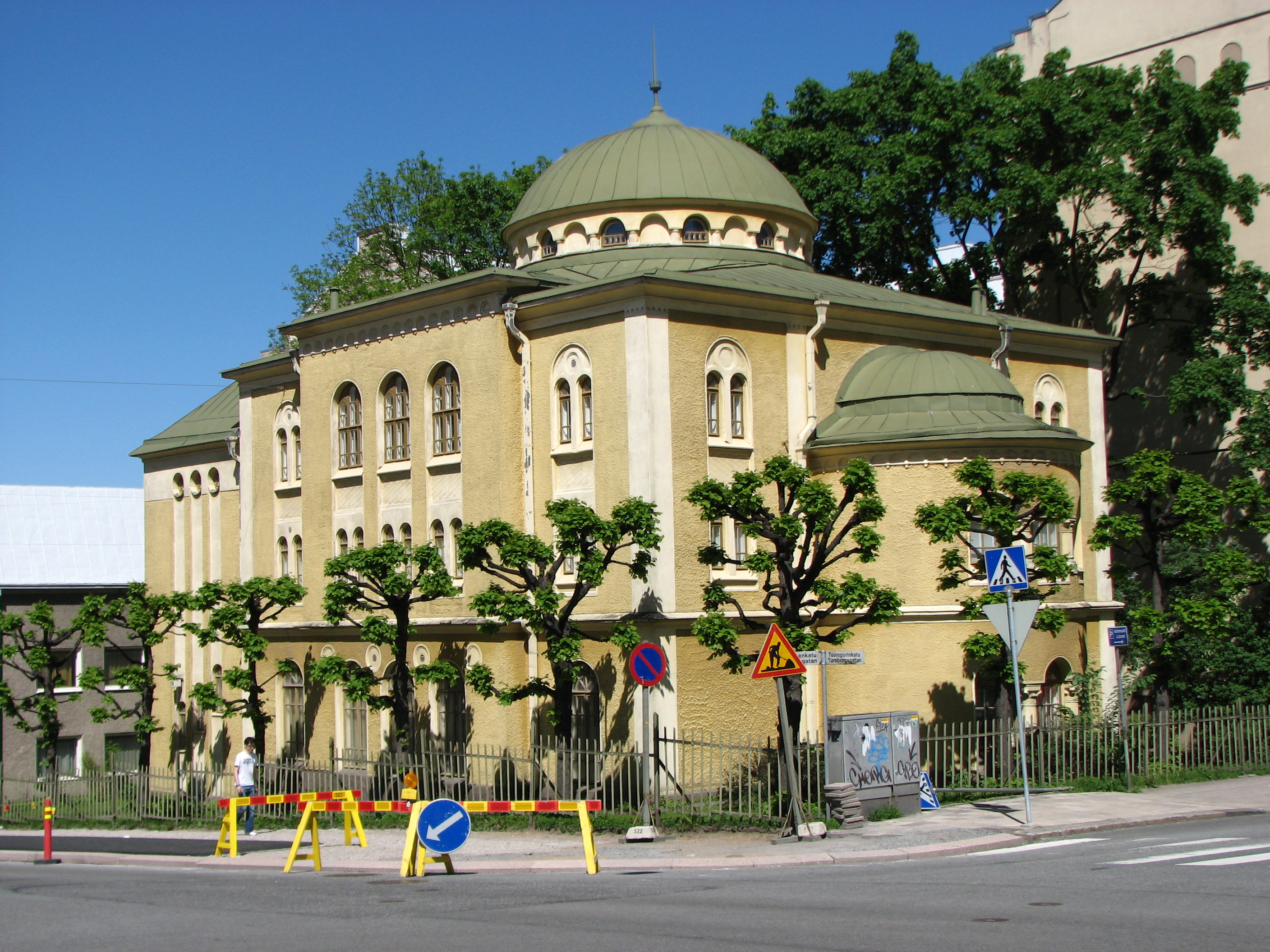
Synagogue de Turku.
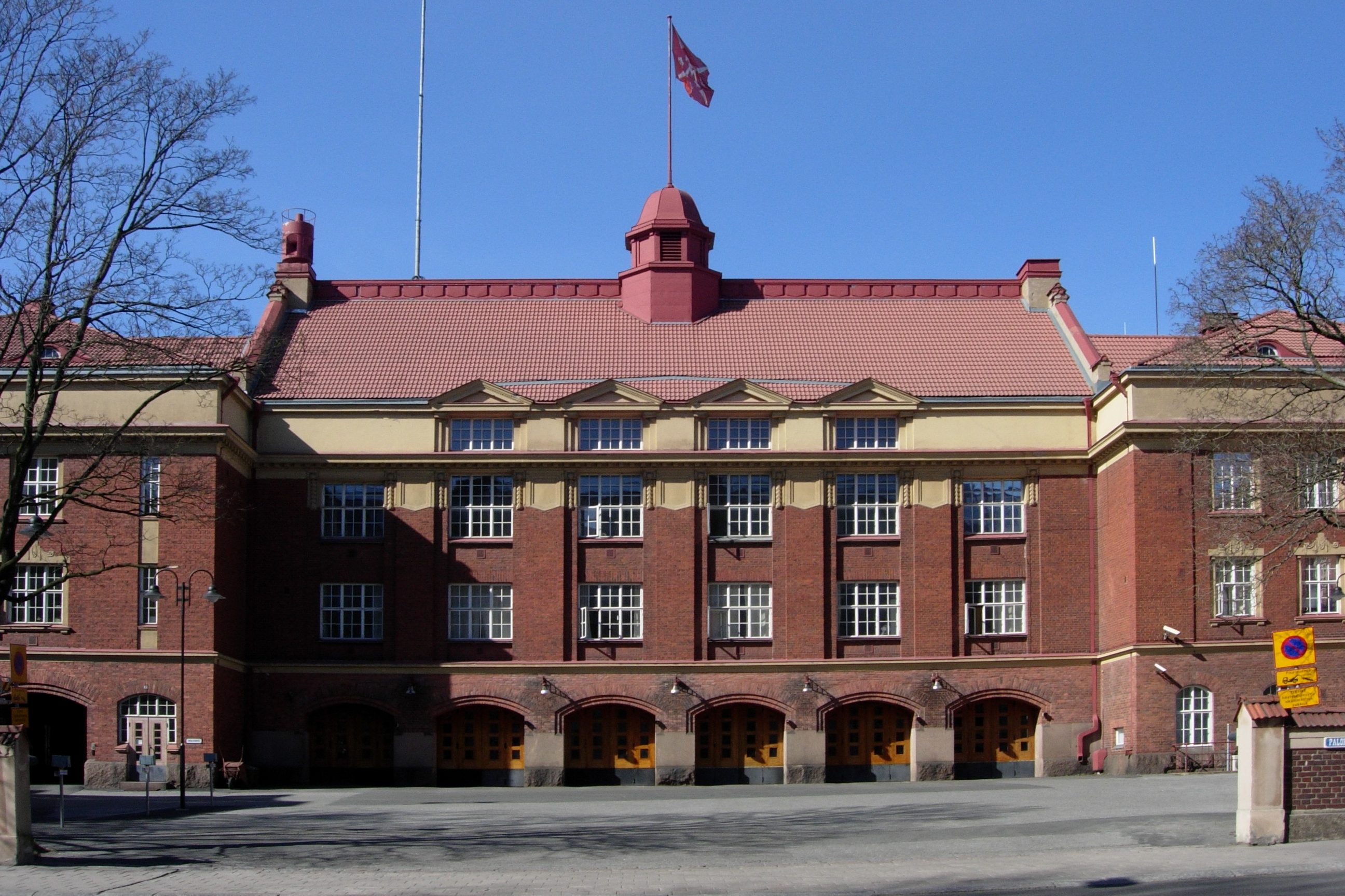
Caserne de pompiers de Turku (fi) .
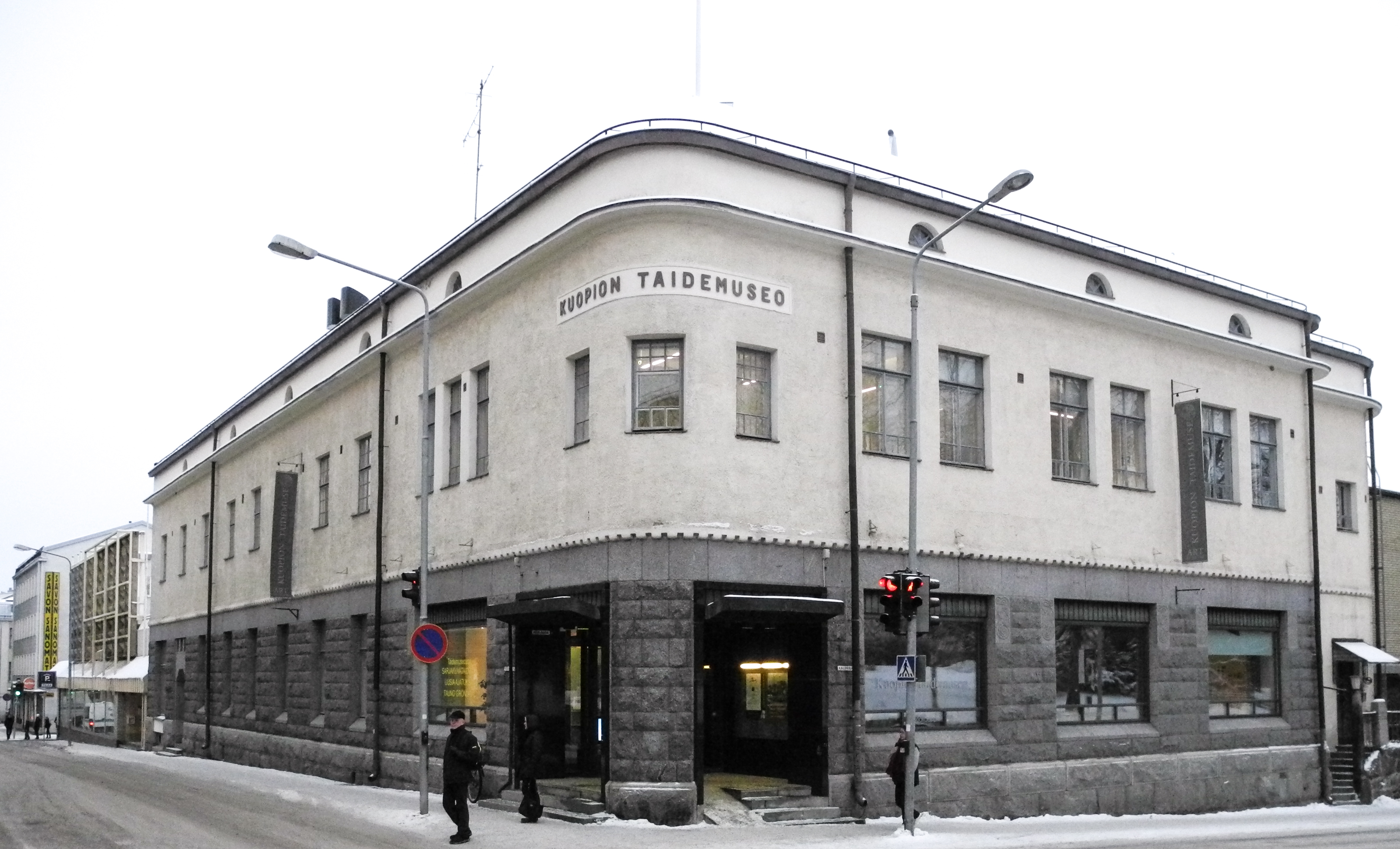
Musée d'art de Kuopio
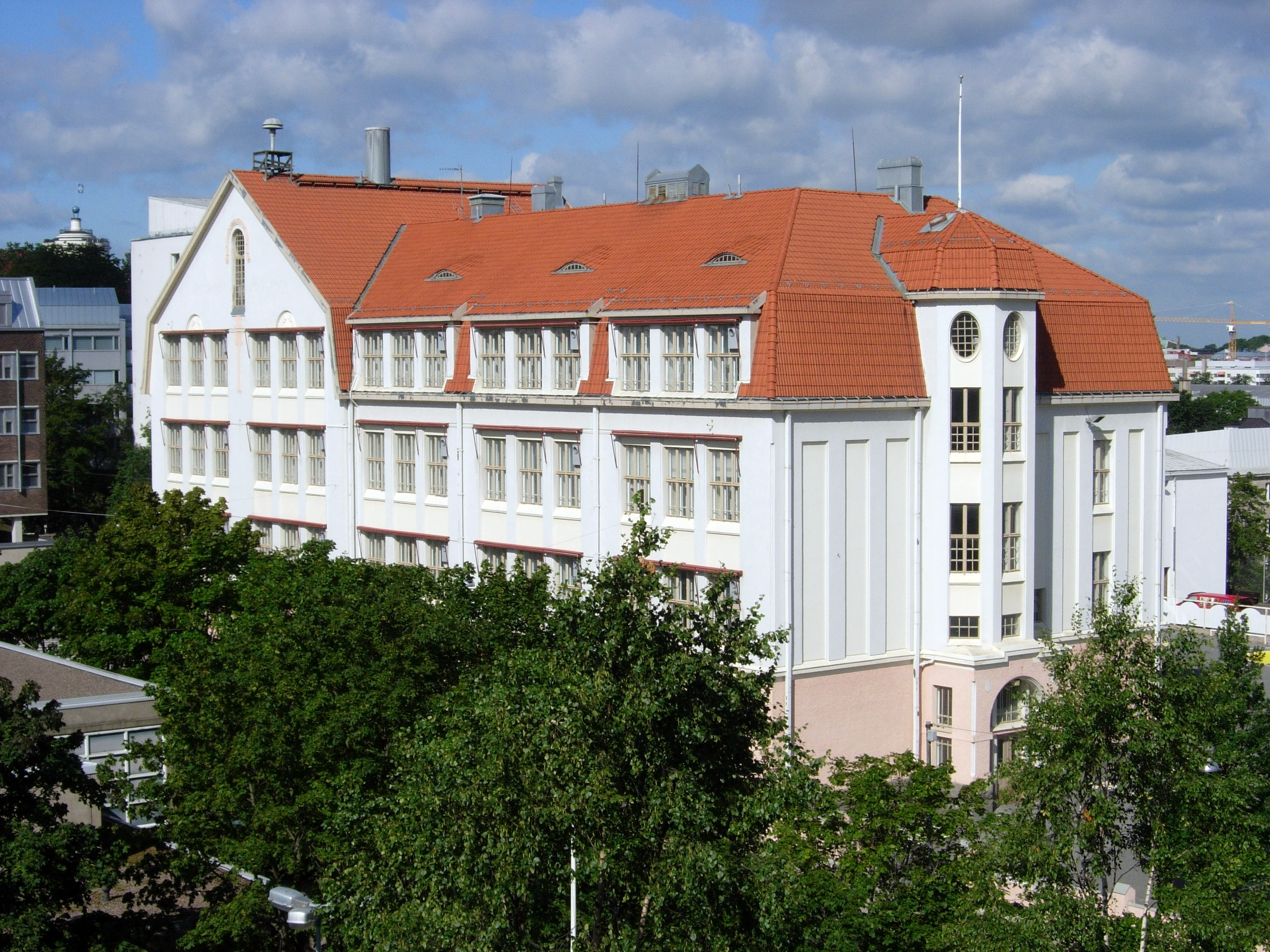
École de Kerttuli (fi).
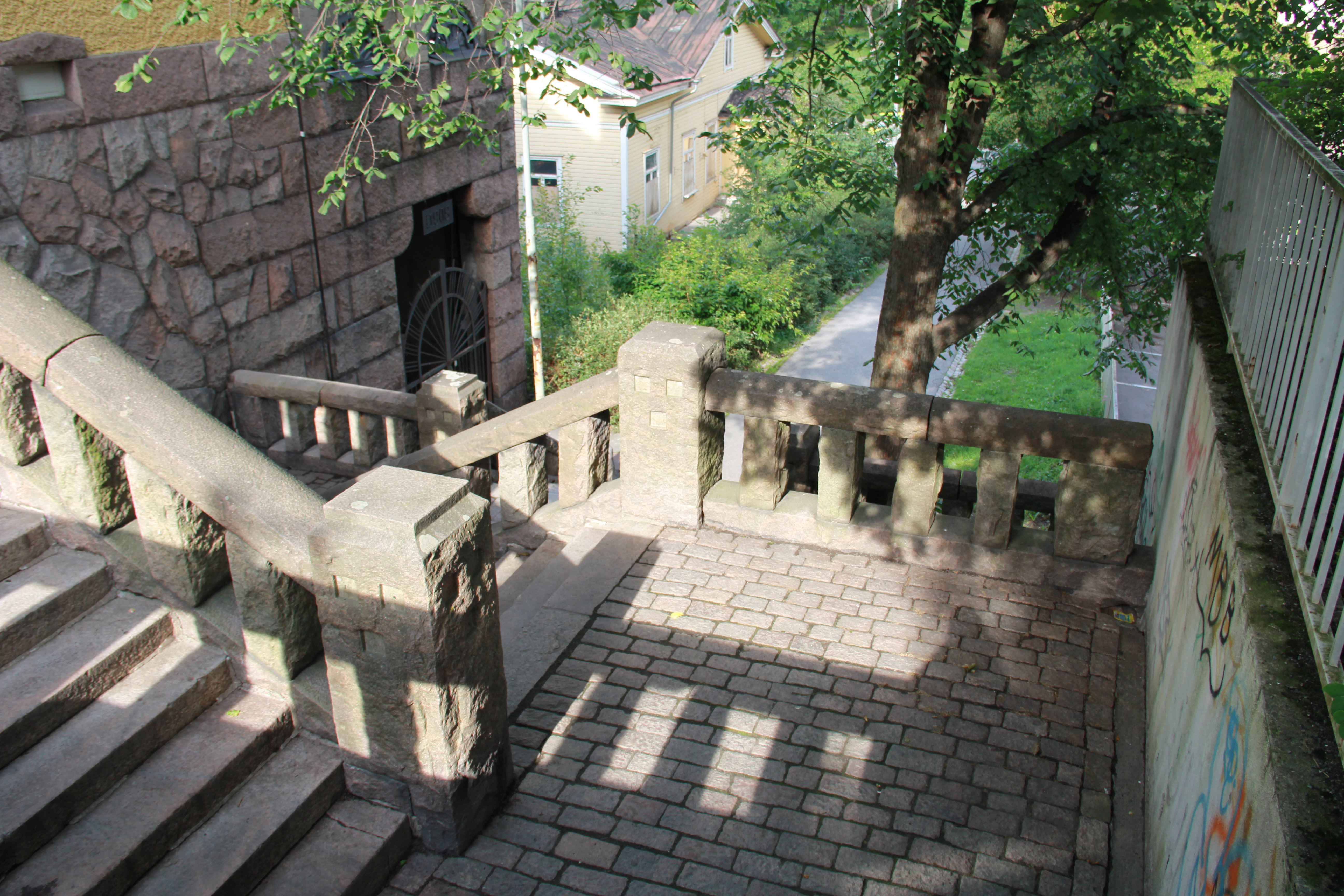
Escalier des frères noirs.